# Odontodynerus bispinosus
Odontodynerus bispinosus är en stekelart som först beskrevs av Amédée Louis Michel Lepeletier.  Odontodynerus bispinosus ingår i släktet Odontodynerus och familjen Eumenidae. Inga underarter finns listade i Catalogue of Life.